# Landmaschinenmechaniker
Landmaschinenmechaniker bzw. Landmaschinentechniker (Österreich) ist die Bezeichnung für einen Handwerksberuf und Ausbildungsberuf mit dem Schwerpunkt Landmaschinen. Ein Landmaschinenmechaniker führt Wartungs-, Reparatur- und Umbauarbeiten an Fahrzeugen, Maschinen, Geräten und Anlagen aus, die vorwiegend in der Land- und Forstwirtschaft, im Gartenbau, in der Kommunalwirtschaft und teilweise auch in privaten Bereichen eingesetzt werden.

## Ausbildung
Die Ausbildungsinhalte unterscheiden sich in der Schweiz, in Österreich und Deutschland kaum, mit der Einschränkung, dass in Deutschland das Berufsbild auch die Baumaschinentechnik umfasst und der Beruf daher unter der Bezeichnung Mechaniker für Land- und Baumaschinentechnik geführt wird.
In allen drei Ländern erfolgt die Ausbildung im dualen System an Berufsschulen und bei Ausbildungsbetrieben, meist Reparaturwerkstätten oder Herstellern.

### Schweiz
Die rasante Entwicklung im Schmiedegewerbe führte dazu, dass zu den Berufen Huf- und Wagenschmied wie des Bau- und Fahrzeugschmieds die Berufsbezeichnung des Landmaschinenmechanikers dazukam. Am 26. Dezember 1960 trat das erste Reglement in Kraft, in welchem der Landmaschinenmechaniker als Berufsbezeichnung vorkam. Da immer weniger Betriebe Schmiedearbeiten ausführten, entstand 1976 ein neues Reglement, in dem nur noch der Landmaschinenmechaniker vorkam. Von 1991 bis 31. Dezember 2006 war ein Reglement gültig, das den Beruf des Landmaschinenmechanikers in drei Untergruppen (Schwerpunkte) einteilte, Landmaschinenmechaniker, Baumaschinenmechaniker oder Motorgerätemechaniker.

#### Berufsbezeichnung
Seit dem 1. Januar 2007 ist die Verordnung der beruflichen Grundbildung (BiVo) in Kraft und regelt erstmals alle drei oben aufgeführten Grundbildungen in je einer separaten Verordnung.
Die offizielle Bezeichnung lautet Landmaschinenmechaniker mit eidg. Fähigkeitszeugnis (EFZ). Die Ausbildung dauert vier Jahre und kann in drei Bildungsorte eingeteilt werden:

#### Bildungsorte
Praktische Ausbildung:
Im Lehrbetrieb während durchschnittlich 4 Tagen pro Woche.
Theoretische Ausbildung:
In der Berufsfachschule zu total 1575 Lektionen, davon:
- berufskundlicher Unterricht 920 Lektionen
- allgemein bildender Unterricht 480 Lektionen
- Sportunterricht 175 Lektionen

Überbetriebliche Kurse (üK):
Im Kurszentrum, während 36–38 Tagen zu 8 Stunden, über die gesamte Ausbildungszeit verteilt.

#### Abschluss
Nach erfolgreich bestandenem Qualifikationsverfahren erhält der Absolvent das eidgenössische Fähigkeitszeugnis (EFZ) welches ihn dazu berechtigt, den gesetzlich geschützten Titel des Landmaschinenmechaniker EFZ zu führen.

### Österreich
Die theoretische Ausbildung an den Berufsschulen erfolgt in Österreich teilweise einmal pro Woche oder wochenweise geblockt.

#### Berufsbezeichnung
In Österreich lautet die offizielle Bezeichnung für den Lehrberuf Land- und Baumaschinentechnik. Die duale Ausbildung dauert dreieinhalb Jahre und ist in der dazugehörigen Ausbildungsverordnung geregelt.

#### Voraussetzungen
Für den Beginn der Lehrausbildung müssen die 9 Pflichtschuljahre absolviert worden sein. Viele Betriebe akzeptieren aber nur Bewerber, die einen Abschluss der Hauptschule und/oder Polytechnischen Schule besitzen. Persönliche Voraussetzungen umfassen unter anderem handwerkliche Geschicklichkeit, technisches Verständnis, Selbstorganisationsfähigkeit oder Problemlösungsfähigkeit.

#### Abschluss
Die Ausbildung endet mit der Lehrabschlussprüfung. Diese gliedert sich in einen theoretischen und einen praktischen Teil. Die theoretische Prüfung umfasst die Gegenstände Fachkunde, Fachrechnen und Fachzeichnen. Die praktische Prüfung setzt sich aus einem Fachgespräch und einer Prüfarbeit zusammen. Bei dieser Prüfarbeit sollen nach Angabe der Prüfungskommission drei Arbeitsproben hergestellt werden. Verwandte Lehrberufe wie Baumaschinentechniker, Kraftfahrzeugtechniker oder Werkzeugbautechniker können mit verkürzter Lehrzeit absolviert werden. Wie in der Schweiz öffnet die Lehrabschlussprüfung den Zugang zu Meisterkursen und anderen Weiterbildungen.

### Deutschland
In Deutschland ist die Baumaschinentechnik integraler Bestandteil der theoretischen und praktischen Ausbildung. Während in der Schweiz und in Österreich die Ausbildung zum Baumaschinentechniker ein eigener Ausbildungsberuf ist, gibt es diese formale Trennung in Deutschland nicht (von 1942 bis 2003 gab es einen Ausbildungsberuf nur für Landmaschinentechnik). Eine etwaige Spezialisierung hängt vom Arbeitsschwerpunkt des Praxisbetriebes ab.

#### Berufsbezeichnung
Die Berufsbezeichnung lautet dementsprechend auf Land- und Baumaschinen-Mechatroniker (Landmaschinenmechaniker) und ist im Berufsbildungsgesetz (BBiG) und der Handwerksordnung (HwO) geregelt.
Die Ausbildungsdauer beträgt dreieinhalb Jahre.
Im April 2013 fand unter Leitung des Bundesministeriums für Wirtschaft und Technologie ein Antragsgespräch zur Umbenennung statt. Der Beruf heißt seit 1. August 2014 „Land- und Baumaschinenmechatroniker/in“.

#### Voraussetzungen
Eine bestimmte schulische oder berufliche Vorbildung ist rechtlich nicht vorgeschrieben. Erfolgreiche Bewerber haben häufig zumindest einen Hauptschulabschluss.

#### Abschluss
Die Abschlussprüfung (Industriebetriebe) bzw. die Gesellenprüfung (Handwerksbetriebe) besteht aus zwei Teilen. Teil 1 der Abschluss- bzw. Gesellenprüfung findet vor dem Ende des zweiten Ausbildungsjahres statt. Die Prüfung besteht aus praktischen, mündlichen und schriftlichen Arbeitsaufgaben. Bei Teil 2 der Prüfung werden ähnliche aber vertiefende Arbeitsaufgaben gestellt. Dieser Teil folgt am Ende der Ausbildungszeit statt und stellt 70 Prozent des Gesamtergebnisses.

## Weiterbildung

### Schweiz
Das eidgenössische Fähigkeitszeugnis (EFZ) ermöglicht dem Besitzer den Einstieg in die höhere Berufsbildung. So kann er sich beispielsweise zum Landmaschinen-Werkstattleiter (BP mit eidg. Fachausweis) oder zusätzlich zum Landmaschinenmechaniker-Meister (HFP mit eidg. Diplom) ausbilden. Weitere Möglichkeiten, siehe Grafik.

#### Werkstattleiter
Der Landmaschinenmechaniker-Werkstattleiter (BP mit eidg. Fachausweis) verfügt über die erforderlichen beruflichen Fertigkeiten und Kenntnisse, um Verantwortung im fachtechnischen Bereich, die Förderung des unterstellten Personals sowie die Berufsausbildung zu übernehmen.
Voraussetzungen für die Zulassung zur Berufsprüfung (BP) sind neben dem EFZ drei Jahre Berufspraxis und der absolvierte Lehrmeisterkurs. Während der Berufsprüfung werden die Kandidaten in den Bereichen Werkstoffbearbeitung, Facharbeiten, Fachkenntnisse und Werkstattleitung geprüft.
Die berufsbegleitende Ausbildung erstreckt sich über 4 Semester und folgt einem koordinierten Konzept zwischen Berufsfachschule und Kurszentrum. So kann eine umfassende, theoretische und praktische Vorbereitung auf die Berufsprüfung für Landmaschinen-Werkstattleiter gemäß dem Reglement der Schweizerischen Metall-Union (SMU) und des Verbandes Schweizerischer Baumaschinenfabrikanten und Handelsfirmen (VSBM) gewährleistet werden.
Dem Inhaber des Fachausweises als Landmaschinen-Werkstattleiter (BP mit eidg. Fachausweis) ist es möglich sich zum Landmaschinenmechaniker-Meister (HFP mit eidg. Diplom) weiterzubilden.
| Berufsprüfung (SMU, VSBM)                                            |                          |
| Vorbereitungskurs auf die Berufsprüfung 4 Semester, berufsbegleitend |                          |
| 3 Jahre Berufspraxis auf dem erlernten Beruf                         | gleichwertige Ausbildung |
| abgeschlossene Berufslehre als Landmaschinenmechaniker               | gleichwertige Ausbildung |

#### Meisterprüfung
Bei der Höheren Fachprüfung (HFP) müssen die notwendigen Kompetenzen und das Wissen zum selbständigen Führen eines Landmaschinenfachbetriebes nachgewiesen werden. Als Voraussetzung für die Zulassung benötigt man neben EFZ und Berufsprüfung ein Jahr Berufserfahrung als Landmaschinen-Werkstattleiter.
Die Prüfung umfasst folgende Teilbereiche:
- Finanz- und Rechnungswesen
- Korrespondenz
- Technik
- Rechtskunde
- Unternehmensführung
- Verkauf
- Personalführung

Als Vorbereitung auf die HFP bieten verschiedene Berufsschulen einen zweisemestrigen Vorbereitungskurs an. Eidg. diplomierte Landmaschinenmechanikermeister sind in verschiedenen Berufssparten begehrte Fachleute. Die Verbindung von fundiertem mechanischem Grundwissen kombiniert mit dem kaufmännischen Verständnis macht sie als Betriebsleiter, Geschäftsführer oder Kadermitarbeiter bei Importeuren oder Herstellern begehrt.

### Österreich
Nach bestandener Lehrabschlussprüfung kann in Vorbereitungskursen die Ausbildung zum Meister begonnen werden. Die Meisterprüfung erleichtert den Zugang zur selbstständigen Berufsausübung (Handwerksberechtigung), ist aber nicht zwingend notwendig. Für Höherqualifizierungen an Kollegs, Fachhochschulen und Universitäten braucht man in Österreich meistens die Berufsmatura (Berufsreifeprüfung), die sich aus der Lehrabschlussprüfung und vier weiteren Prüfungen zusammensetzt.

### Deutschland
Weiterentwicklungen bei elektronischen Steuerungs- und Messsystemen und die Zunahme mechatronischer Systeme erfordern von Mechanikern für Land- und Baumaschinentechnik die Bereitschaft zu Weiterbildungen (meist Kursform). Um die Prüfung zum Landmaschinenmechanikermeister ablegen zu können, müssen Vorbereitungslehrgänge bzw. Weiterbildungsprüfungen belegt werden.
Mechaniker für Land- und Baumaschinentechnik mit Hochschulzugangsberechtigung können etwa einen Bachelorabschluss im Bereich Fahrzeugtechnik erwerben. Unter bestimmten Voraussetzungen ist übrigens auch ohne Hochschulzugangsberechtigung ein Studium möglich.